# Frankie and Johnny in the Clair de Lune
Frankie and Johnny in the Clair de Lune és una obra de teatre de dos personatges de Terrence McNally que fou estrenada a off-Broadway el 1987.

## Argument
L'obra se centra en dues persones solitàries de mitjana edat la primera cita de les quals acaba amb al llit. Els dos es troben al seu apartament d'una habitació situat al costat oest de Manhattan. Johnny (originàriament F. Murray Abraham), un cuiner de comandes, es troba en bones condicions físiques; però Frankie (originàriament Kathy Bates), una cambrera, és grossa i definida emocionalment per la seva manca d'atractiu. Johnny està segur que ha trobat la seva ànima bessona en Frankie. Ella, per la seva banda, és molt més prudent per arribar a conclusions i al principi ha escrit la trobada com una relació d'una nit. A mesura que la nit es va desplegant, comencen a revelar-se lentament a mesura que es fan intents tímids cap al possible inici d'una nova relació.
| « | "Johnny truca a l'emissora de ràdio per demanar la música més bella que s'ha escrit mai ... El Clair de lune de Claude Debussy... flota a l'aire nocturn ... Johnny, borant d'amor, demana a Frankie que se li uneixi a la finestra i estar-se amb ell ... a la claror de la lluna. És un moment preciós ..." | » |

## Produccions

### Off-Broadway
L'obra va obrir l'Off-Broadway el 2 de juny de 1987 a Stage II del Manhattan Theatre Club, on es va representar durant dues setmanes. Dirigida per Paul Benedict, el repartiment original era format per Kathy Bates i F. Murray Abraham. El 14 d'octubre de 1987 va obrir Stage I durant sis setmanes. Kenneth Welsh va interpretar el paper de Johnny a la producció de Stage I. El 4 de desembre de 1987 l'obra fou transferida al Westside Theatre, i va tancar el 12 de març de 1989. El 1988 Kathy Bates va guanyar un Obie Award i el 1987-1988 fou nominada al Drama Desk Award.

### Broadway
L'obra fou representada a Broadway el 26 de juliol de 2002 en preestrena, i oficialment el 8 d'agost de 2002 al Belasco Theatre. Dirigida per Joe Mantello, els protagonistes eren Edie Falco i Stanley Tucci. L'obra fou clausurada el 9 de març de 2003 després de 243 representacions i 15 preestrenes. Rosie Perez i Joe Pantoliano els van substituir el gener de 2003. Els intèrprets tenien un llarg període de nuesa al primer acte.
L'obra va rebre nominacions al premi Tony Award de 2003 com a Millor reestrena d'una obra i per a Stanley Tucci a la millor interpretació d'un actor principal en una obra.
Es va tornar a estrenar a Broadway a partir del 4 de maig de 2019 en preestrenes, oficialment el 30 de maig de 2019 al Broadhurst Theatre de forma limitada. Audra McDonald i Michael Shannon protagonitzen una producció dirigida per Arin Arbus. L'obra es va clausurar el 28 de juliol de 2019.

## Adaptacions
El 1991 es va fer una adaptació cinematogràfica retallant el títol a Frankie i Johnny i va suposar una adaptació de l'obra.
Frankie and Johnny Are Married és una pel·lícula de comèdia del 2003 que narra els problemes d'un productor que intenta muntar una producció de l'obra de Terrence McNally.